# Погрешно скретање 6: Последње уточиште
Погрешно скретање 6: Последње уточиште (енгл. Wrong Turn 6: Last Resort) је амерички слешер хорор филм из 2014. године који је режирао Валери Милев. Служи као рибут и шести део у серији филмова Погрешно скретање.
На сајту ИМДб овај филм је оцењен са 4,2/10 звездица што је други најгоре оцењени филм после петог дела. Филмски критичари га нису оценили толико лоше колико је то урадила публика, незадовољна причом.

## Радња
Браћа Хиликер убијају пар бициклиста, Дарију и Ника на бициклистичкој стази у Западној Вирџинији. Браћа су под бригом својих рођака Џексона и Сали, чувара хотелског летовалишта Хоб Спрингс. Дени одлази у одмаралиште ради породичног наследства заједно са својом девојком Тони, њеним братом Родом и њиховим пријатељима; Вик, Чарли, Брајан и његова девојка Џулијан. Када су дошли у хотел, дочекују их рођаци Џексон и Сали. Без знања Денија и другара Џексон и канибали убијају старију жену Агнес Филдс.
Ситуација у објекту је веома мистериозна. Џексон и Сали се чудно понашају, а пријатељи су скептични, сви осим Денија. Мало по мало, креће убилачки поход брђана и Џексона. Од свих који су тада били у дворцу, једино су остали живи брђани, Дени и Сали.
Годину дана након поновног отварања одмаралишта преименованог у Хиликер Спрингс, Дени постаје нови менаџер и наставља породичну традицију сексајући се са Сали у купалишту док други Хиликерови то гледају.